# 토촌항
토촌항은 경상남도 남해군 남해군 입현리 토촌마을 인근에 있는 어항이다. 2002년 8월 6일 어촌정주어항으로 지정하여 관리하고 있다. 시설관리자는 남해군수이다.

## 어항 연혁
- 토촌항의 명칭은 마을 뒤 달구산에서 두둥실 보름달이 떠오르면 달속 계수나무와 토끼가 훤히 보인다고 한데서 유래되었다.

## 어항 시설
- 선착장 L=287m, B=4.0m

## 주요 어종
- 낙지, 주꾸미, 전어